# Guilherma Pallavicini
Guglielma Pallavicini da dinastia Pallavicini, foi marquesa de Bodonitsa, estado cruzado na Grécia. Governou de 1311 até 1358. Este feudo foi vassalo do Reino de Salonica e mais tarde vassalo do Principado de Acaia. Guglielma Pallavicini foi antecedida no governo de Bodonitsa por Andrea Cornaro. Foi seguida no governo por Bartolomeu Zaccaria, seu 1º marido.